# Renville County (Minnesota)
Renville County is een county in de Amerikaanse staat Minnesota.
De county heeft een landoppervlakte van 2.546 km² en telt 17.154 inwoners (volkstelling 2000). De hoofdplaats is Olivia.

## Bevolkingsontwikkeling

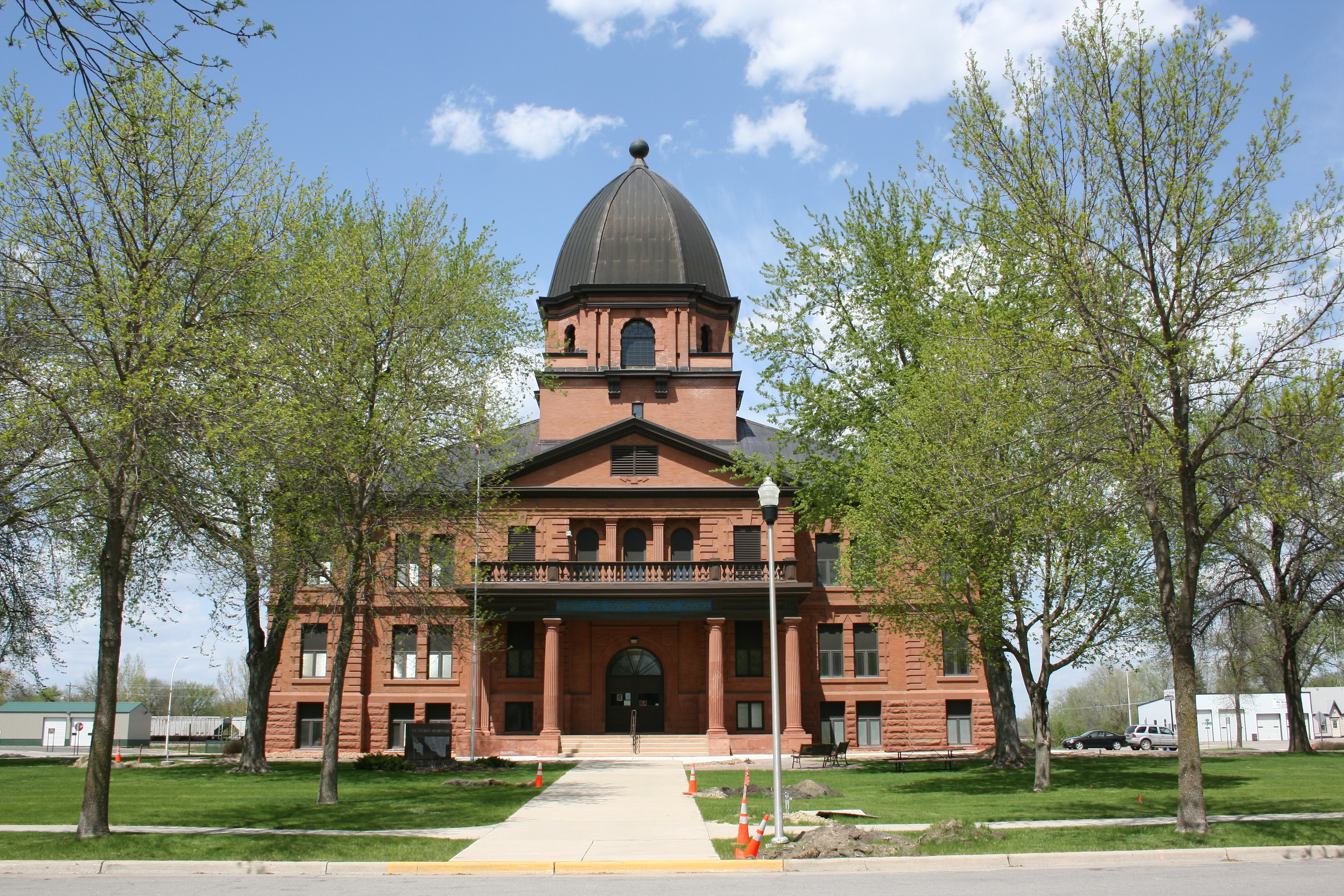
Renville County Courthouse